# Samuel Samuelis Hierstedt
Samuel Samuelis Hierstedt, född 25 december 1709, död 31 december 1775 i Västra Tollstads församling, Östergötlands län, var en svensk präst.

## Biografi
Samuel Samuelis Hierstedt föddes 25 december 1709. Han var son till kyrkoherden Samuel Hierstadius och Agneta Margareta Cassel i Västra Tollstads socken. Hierstedt blev 1729 student vid Uppsala universitet, Uppsala och tog magistern 1740. Han prästvigdes 1740 och blev adjunkt i Väderstads församling, Väderstads pastorat. År 1741 blev han huspredikant hos lagman Von Preutz och 1746 huspredikant på Sonstorp. Hierstedt blev 1749 kyrkoherde i Västra Tollstads församling, Västra Tollstads pastorat. Han avled 31 december 1775 i Västra Tollstads socken.

### Familj
Hierstedt gifte sig 1765 med Eva Catharina Eek från Jönköping. De fick inga barn tillsammans.